# Плоска (притока Бистриці Солотвинської)
Плоска (пол. Płoska) — гірська річка в Україні, у Івано-Франківському районі Івано-Франківської області. Права притока Бистриці Солотвинської (басейн Дністра).

## Опис
Довжина річки 11 км, найкоротша відстань між витоком і гирлом — 8,73 км, коефіцієнт звивистості річки — 1,26. Формується багатьма струмками. Річка тече у гірському масиві Ґорґани.

## Розташування
Бере початок на північно-західних схилах хребта Чортка (1271 м). Тече переважно на північний схід понад горою Шиворис (1076,7 м), через Пороги і в селі Яблунька впадає у річку Бистрицю Солотвинську, ліву притоку Бистриці.

## Цікавий факт
- У пригирловій частині на лівому березі річки розташована безіменна гора (597,7 м)[4].